# Nelson (Lancashire)
Nelson (Lancashire) ist eine Kleinstadt in Lancashire im Nordwesten Englands. Sie ist Verwaltungssitz des Bezirkes Pendle und hat 29.000 Einwohner. Nelson liegt ca. 45 km nördlich von Manchester.
Die Stadt entstand aus einem Zusammenschluss der Dörfer Little Marsden und Great Marsden.
Der Fußballverein FC Nelson ist in Nelson beheimatet und spielt im Victoria Park.

## Söhne und Töchter der Stadt
- Jimmy Hogan (1882–1974), Fußballspieler und -trainer
- Margaret Hartley (1906–1964), Turnerin
- Maurice Procter (1906–1973), Schriftsteller
- James Stanley Hey (1909–2000), Pionier der Radioastronomie
- Alan Brindle (1915–2001), Entomologe
- Ted Koppel (* 1940), US-amerikanischer Journalist
- Eric Knowles (* 1953), Antiquitätenexperte, Kunsthändler, Sachbuchautor und Fernsehmoderator
- John A. Hardy (* 1954), Alzheimer-Forscher
- Mike Phelan (* 1962), Fußballspieler